# Эхинопсис киноварно-красный
Эхинопсис киноварно-красный (лат. Echinopsis cinnabarina) — кактус из рода Эхинопсис.

## Описание
Стебель плоскошаровидный, до 15 см в диаметре.
Цветки расположены близко к верхушке, карминные, до 4 см в диаметре.

## Распространение
Эндемик боливийских департаментов Ла-Пас, Оруро и Потоси.

## Синонимы
- Echinocactus cinnabarina
- Lobivia cinnabarina
- Lobivia walterspielii
- Pseudolobivia acanthoplegma
- Lobivia acanthoplegma
- Lobivia neocinnabarina
- Lobivia oligotricha
- Lobivia pseudocinnabarina
- Lobivia charcasina
- Lobivia taratensis
- Lobivia prestoana
- Lobivia zudanensis
- Lobivia draxleriana